# ديفيد إيفانز (لاعب كريكت)
ديفيد إيفانز (بالإنجليزية: David Evans)‏ (13 أبريل 1869 بمقاطعة سومرست في المملكة المتحدة - 11 نوفمبر 1907) هو لاعب كريكت بريطاني (وحمل سابقاً جنسية المملكة المتحدة لبريطانيا العظمى وأيرلندا). لعب مع نادي مقاطعة غلوستر للكريكت ‏ ونادي مقاطعة سومرست للكريكت ‏.